# Francesco Esposito
Francesco Esposito (* 4. März 1955 in Castellammare di Stabia, Kampanien) ist ein ehemaliger italienischer Ruderer.
Der nur 1,70 Meter große Ruderer gewann zusammen mit seinem Partner Ruggero Verroca von 1980 bis 1984 fünfmal in Folge den Weltmeistertitel im Doppelzweier bei den Leichtgewichtsruderern. Da das Leichtgewichtsrudern bis 1996 nicht olympisch war, bemühten sich die beiden um einen Olympiastartplatz und vertraten als Leichtgewichte Italien bei den olympischen Ruderwettbewerben 1984. Dort erreichten sie sogar das Finale und belegten den fünften Platz.
1985 trat Esposito wieder bei den Weltmeisterschaften im Leichtgewichtsrudern an und belegte mit seinem neuen Partner Carlo Gaddi den zweiten Platz hinter den Franzosen Luc Crispon und Thierry Renault. 1988 gewann Esposito nach vier Jahren wieder den Doppelzweier, diesmal zusammen mit Enrico Gandola. 1990 und 1992 erkämpfte Esposito jeweils den Weltmeistertitel mit dem Leichtgewichts-Doppelvierer. Seinen neunten und letzten Weltmeistertitel gewann Esposito 1994, als er zusammen mit Michelangelo Crispi noch einmal im Doppelzweier siegte.
1996 erhielt Francesco Esposito als erster Leichtgewichtsruderer die Thomas-Keller-Medaille vom Weltruderverband FISA. 2004 wurde Esposito zum Cavaliere della Repubblica Italiana ernannt.